# Vladislav Poljakov
Vladislav Poljakov (30 novembre 1983) è un ex nuotatore kazako.
È arrivato quinto nelle finali dei 100 m e dei 200 m rana alle Olimpiadi di Atene 2004.

## Palmarès
- Mondiali in vasca corta

Indianapolis 2004: bronzo nei 100m rana e nei 200m rana.
Shanghai 2006: oro nei 200m rana.
- Giochi Asiatici

Doha 2006: oro nei 50m rana, bronzo nei 100m rana e nei 200m rana.
Canton 2010: argento nei 100m rana e bronzo nella 4x100m misti.
- Universiadi

Smirne 2005: argento nei 200m rana.
Bangkok 2007: bronzo nei 200m rana.